# Adán Aliaga
Adán Aliaga Pastor conocido como Adán Aliaga (San Vicente del Raspeig, 3 de octubre de 1969) es un director de cine y guionista español.

## Biografía
Con 20 años, colgó las botas de fútbol en el club Español de San Vicente, para dedicarse de lleno al mundo del cine.
Adán Aliaga realizó estudios audiovisuales en el Taller de imagen de la Universidad de Alicante. A comienzos de los años 1990 se trasladó a Barcelona, donde estudió dirección cinematográfica en el Centre d'Estudis Cinematogràfics de Catalunya. A su vez, se licenció en Historia y Estética de la Cinematografía en la Universidad de Valladolid.
En 1995 realizó sus primeros cortometrajes en 35 mm donde destacan dos títulos, No me jodas que tú no lo haces y Diana. A finales de la década de los 1990, regresa a Alicante, donde trabaja como realizador de publicidad y documentales para diferentes empresas y administraciones. Dentro de estos trabajos destaca la realización del vídeo corporativo de los estudios cinematográficos de Ciudad de la luz.
En el año 2000 fue director de casting en el largometraje Tiempos de azúcar, dirigida por Juan Luis Iborra. En 2006 estrena su primera película como director, La casa de mi abuela, con la que obtiene numerosos premios internacionales como Festival Internacional de Cine Documental de Ámsterdam (IDFA) al mejor documental. La casa de mi abuela es un film especialmente apreciado en San Vicente del Raspeig, porque transcurre íntegramente en esta ciudad y aparecen calles, casas, barrios y vecinos de la citada localidad.
En 2013, fue reconocido en su municipio natal con el galardón de "Sanvicentero Universal" que otorga la asociación Almorçarets Sanvicenteros.
Aliaga, que ha sido cuatro veces candidato a finalista en los premios Goya, consiguió en la edición de 2018 la nominación con The Fourth Kingdom al mejor cortometraje documental.
The Fourth Kingdom narra la historia de un centro de reciclaje para inmigrantes y personas necesitadas en Nueva York, donde el sueño americano todavía es posible. El cortometraje se estrenó el 12 de enero de 2018 en las salas comerciales, logro poco habitual en este tipo de producciones.
Actualmente, reside a caballo entre Nueva York y San Vicente del Raspeig, su ciudad natal. Asimismo, posee una productora propia en Nueva York y otra en San Vicente del Raspeig.

## Filmografía

### Cortometrajes
- 1991: P-23
- 1991: El tren azul
- 1993: Marta
- 1993: La calle
- 1994: Chica gitana, videoclip
- 1995: No me jodas que tú no lo haces
- 1996: Las mentiras de la noche
- 1997: Diana
- 2015: The Walker
- 2016: The Pinch
- 2017: The Fourth Kingdom, documental
- 2020: La gàbia (La jaula)

### Largometrajes
- 1998: Jaibo
- 2005: La casa de mi abuela
- 2010: Estigmas
- 2010: Esquivar y pegar, documental
- 2011: La mujer del eternauta, documental
- 2012: Kanimambo
- 2014: El Arca de Noé
- 2018: Fishbone